# Benzoilklorid
Benzoilklorid je tekućina karakteristična mirisa i jakog lakrimatornog djelovanja.

## Osobine
Ako benoilklorid mućkamo s natrijevim peroksidom u vodi ili s lužnatom otopinom vodikova perokdida, nastaje benzoilperoksid.

## Dobivanje
Priređuje se kloriranjem benzaldehida.

## Upotreba
Upotrebljava se kao sredstvo za benzoiliranje.